# Souissi
Souissi (àrab: السويسي, as-Swīsī; amazic estàndard marroquí: ⵙⵡⵉⵙⵉ, Swisi) és un arrondissement del municipi de Rabat, a la prefectura de Rabat, a la regió de Rabat-Salé-Kenitra, al Marroc. Segons el cens de 2014 tenia una població total de 23.366 persones. Entre els censos de 1994 i 2004 ha passat de 25.070 a 27.323 habitants.